# Hans Humpa
Hans Humpa (* 17. April 1939; † 21. März 2021) war ein deutscher Fußballspieler. Der Defensivspieler hat in der Premierensaison der Fußball-Bundesliga, 1963/64, beim TSV 1860 München sieben Bundesligaspiele absolviert.

## Laufbahn
Der Abwehrspieler, der das Fußballspielen beim TSV Gilching erlernte, wechselte eine Saison zum VfB Coburg, bevor er nach einer weiteren Saison in Gilching zum TSV 1860 München gelangte. Unter Trainer Max Merkel wirkte er 1962/63 in der damals erstklassigen Oberliga Süd in zehn Spielen mit. Die „Löwen“ gewannen die Meisterschaft in der Oberliga Süd und waren damit für die neue Konzentration im DFB, die Bundesliga ab 1963/64 qualifiziert. Vor Rundenbeginn hatte sich das Team von Präsident Adalbert Wetzel mit Wilfried Kohlars, Petar Radenković und Rudolf Zeiser verstärkt. Trainer Merkel ließ so lange Kondition bolzen, bis die Sechziger zur laufstärksten Oberligamannschaft wurden. Er quetschte aus jedem Einzelnen Höchstleistungen heraus und zerstörte gleichzeitig die altertümliche „Elf-Freunde-müßt-ihr-sein“-Legende. Humpa debütierte am 18. Spieltag, den 13. Januar 1963, bei einem 2:1-Heimerfolg gegen den Karlsruher SC in der Oberliga Süd. Vor Torhüter Radenkovic bildete er mit Rudolf Steiner das Verteidigerpaar. In den meisten Duellen hatte er es in dem damals überwiegend angewandten WM-System mit KSC-Linksaußen Horst Wild zu tun. In seinem vierten Ligaeinsatz glückte am 3. Februar vor 38.000 Zuschauern im Stadion an der Grünwalder Straße im Derby ein 3:1-Erfolg gegen den Lokalrivalen FC Bayern München. Er bekämpfte dabei den jungen Linksaußen Dieter Brenninger. Am letzten Rundenspieltag, den 28. April 1963, lief er beim 2:0-Erfolg beim FC Bayern Hof, in seinem zehnten Oberligaspiel, als Mittelläufer auf. In der anschließenden Endrunde um die deutsche Fußballmeisterschaft kam er nicht zum Einsatz. Manfred Wagner und Rudolf Steiner waren das Stammmverteidigerpaar.
In der Saison 1963/64 absolvierte Humpa sieben Spiele in der Bundesliga, in der folgenden Saison gehörte er zwar noch zum Kader, wurde aber nicht mehr eingesetzt. Nach seinem Debüt in der Bundesliga am 11. Januar 1964 in Braunschweig bei einem 1:0-Auswärtserfolg, wurde in der Bundesliga Chronik 1963/64 festgehalten: „Lieferte eine tadellose Mittelläufer-Partie ab: Hans Humpa. In der Deckungszentrale stand mit Humpa jedoch ein starker Mittelläufer, der Jürgen Moll zur Wirkungslosigkeit verdammte.“
In den weiteren Einsätzen hatte er es mit prominenten Mittelstürmern wie Franz Brungs (Borussia Dortmund, 6:1), Christian Müller (1. FC Köln, 2:2), Heinz Strehl (1. FC Nürnberg, 2:2), sowie beim sensationellen 9:2-Heimerfolg am 7. März 1964 gegen den Hamburger SV, mit Nationalmittelstürmer Uwe Seeler, zu tun gehabt. In sieben Bundesligaspielen vertrat er wie Hans Reich den etatmäßigen Stopper Alfons Stemmer.
Zur Saison 1965/66 übernahm er als Spielertrainer den VfL Waldkraiburg. Später war er auch Jugendtrainer beim TSV Ampfing, wo er sich um die fußballerische Ausbildung seines Enkels Manuel Riemann verdient machte. Humpa war neben diesem, auch Großvater des Stürmers Alexander Riemann.
Am 21. März 2021 verstarb Hans Humpa im Alter von 81 Jahren.